# 바를러

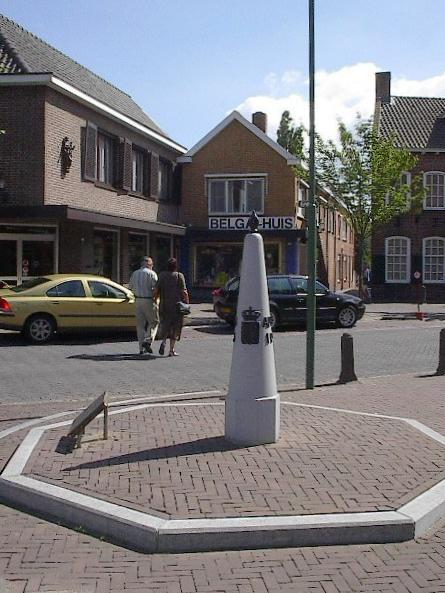
바를러의 국경을 상징하는 기둥 : 이 기둥은 벨기에 영토에 있고, 실제 국경은 기둥에서 몇 미터 떨어져 있다.

바를러의 영역 : 노란색이 벨기에 영토

바를러(네덜란드어: Baarle 듣기 (도움말·정보))는 네덜란드와 벨기에에 나뉘어 속하는 인구 9,200여 명(네덜란드 : 6,600여 명, 벨기에 : 2,600여 명)의 읍(邑)이다.
바를러의 네덜란드 쪽은 바를러나사우(Baarle-Nassau, 76.21 km2), 벨기에 쪽은 바를러헤르토흐(Baarle-Hertog, 7.48 km2)라고 한다.

## 국경
바를러를 가르는 네덜란드와 벨기에의 국경은 매우 복잡하다. 벨기에의 바를러헤르토흐는 '본토' 부분인 존더레이헌(Zondereigen, 4.8 km2)과 네덜란드 영토에 둘러싸인 22개의 크고 작은 월경지로 구성되어 있다. 또, 벨기에의 월경지 안에는 네덜란드 영토인 2중월경지가 7개(가장 큰 월경지 안에 6개, 두 번째로 큰 월경지 안에 1개) 있으며, 벨기에 본토에 위치한 존더레이헌 안에도 네덜란드의 월경지가 1개 있다.
네덜란드와 벨기에 국경에 걸쳐 있는 집이나 식당은 출입문을 기준으로 국적이 결정된다. 한때 네덜란드 식당이 법률에 따라 벨기에 식당보다 더 일찍 문을 닫아야 했던 적이 있었는데, 국경에 걸쳐 있는 식당의 경우 그 시간이 되면 손님들이 벨기에 쪽으로 자리를 옮기기만 하면 됐다.

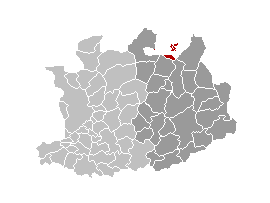
벨기에 바를러헤르토흐
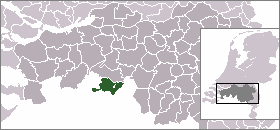
네덜란드 바를러나사우

## 시설
벨기에 쪽 회사인 텔레넷(Telenet)/엘렉트라벨(Electrabel)이 양쪽 바를러 모두에 전기와 텔레비전 방송을 공급한다. 텔레넷(Telenet)은 네덜란드 매체법상 금지된 광고를 방영한다. 전화는 바를러 전역에 걸쳐서 KPN 텔레콤(KPN Telecom)과 벨가컴(Belgacom)이 같이 공급한다. 벨기에나 네덜란드 쪽에서 서로 지역 통화요금으로 전화를 걸 수 있다.

## 역사
13세기에 브라반트의 공작이 브레다(Breda)에 땅을 줄 때 비옥한 곳을 군데군데 자신의 것으로 남겨 두고 죽었다. 1403년에 브레다의 남작이 나사우의 백작이 되면서 그의 영지는 바를러나사우, 브라반트 쪽의 땅은 바를러헤르토흐로 불리게 되었다.

## 갤러리

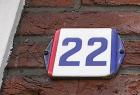
네덜란드 주택의 번지수 표지판
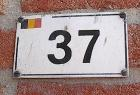
벨기에 주택의 번지수 표지판
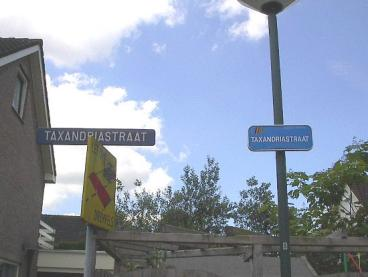
같은 거리를 나타내는, 벨기에(왼쪽)와 네덜란드(오른쪽)의 표지판
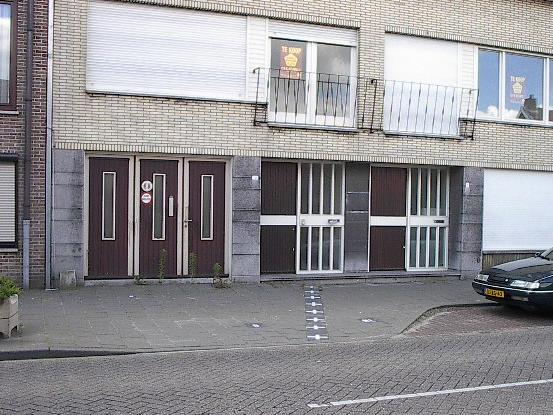
네덜란드와 벨기에 국경에 걸쳐 있는 집

## 같이 보기
- 바를러나사우
- 바를러헤르토흐